# Kolonn (militär)
En militär kolonn är vanligen ett truppförband uppställt med jämnstora underavdelningar på lika avstånd från varandra. Kolonnform användes fram till Napoleonkrigen ofta under strid, särskilt där man avsåg att sätta in den avgörande stöten. Kolonnens stora djup gynnar stöten och skänker den ökad kraft, men medger inte någon stark eldutveckling. På grund av eldvapnen har kolonnformerna upphört att vara stridsformer och används endast för uppställning och kortare förflyttningar.
Kolonn var varje formering, i vilken en trupps olika avdelningar, större eller mindre, var uppställda bakom varandra, i motsats till linje, då avdelningarna stod bredvid varandra.
Kolonnerna namngavs dels efter den truppenhet som ingick i dem (bataljonskolonn, kompanikolonn och så vidare), dels efter den avdelning som utgjorde deras front (plutonskolonn, truppkolonn, kanonkolonn och så vidare), och slutligen med godtyckliga benämningar, ofta syftande på deras bestämmelse (dubbelkolonn, anfallskolonn, reservkolonn och så vidare).
Om avståndet mellan avdelningarna var lika stort som deras frontlängd, kallades kolonnen ”öppen”, var det mindre kallades den ”sluten”. Har högra avdelningen täten, kallas kolonnen höger avmarscherad, eljest vänster avmarscherad eller mittkolonn. Alltefter det avsedda ändamålet skilde man mellan marschkolonner, avsedda för truppernas förflyttning, såsom rote- eller halvtrupps-(sektions-)kolonner vid infanteriet, kolonner med två eller fyra vid kavalleriet och kanonkolonner vid artilleriet, manöverkolonner, vilka var så valda att trupperna på ett bekvämt sätt kunde ställas upp och flyttas på slagfältet, innan de sattes in i själva striden, och stridskolonner, då trupperna i själva striden måste inta en utbredd uppställning.
För att underlätta den viktiga övergången från kolonn till linje nyttjade man formering i kolonnlinje, det vill säga flera kolonner som var uppställda bredvid varandra med vissa mellanrum, varvid de olika avdelningarna även kunde inta rotekolonn. Om dessa mellanrum var så stora, att kolonnerna kunna utvecklas till linje, kallades kolonnlinjen "öppen", var de mindre kallades den "sluten".